# 金續堯
金續堯，贵州桐梓人，中国近代政治人物。
毕业于贵州崇武学校。民国19年（1930年），擔任中华民国遵义府婺川縣縣長。后由漆剛接任。